# Mont des Arts
Koordinaten: 50° 50′ 38″ N, 4° 21′ 24,2″ O

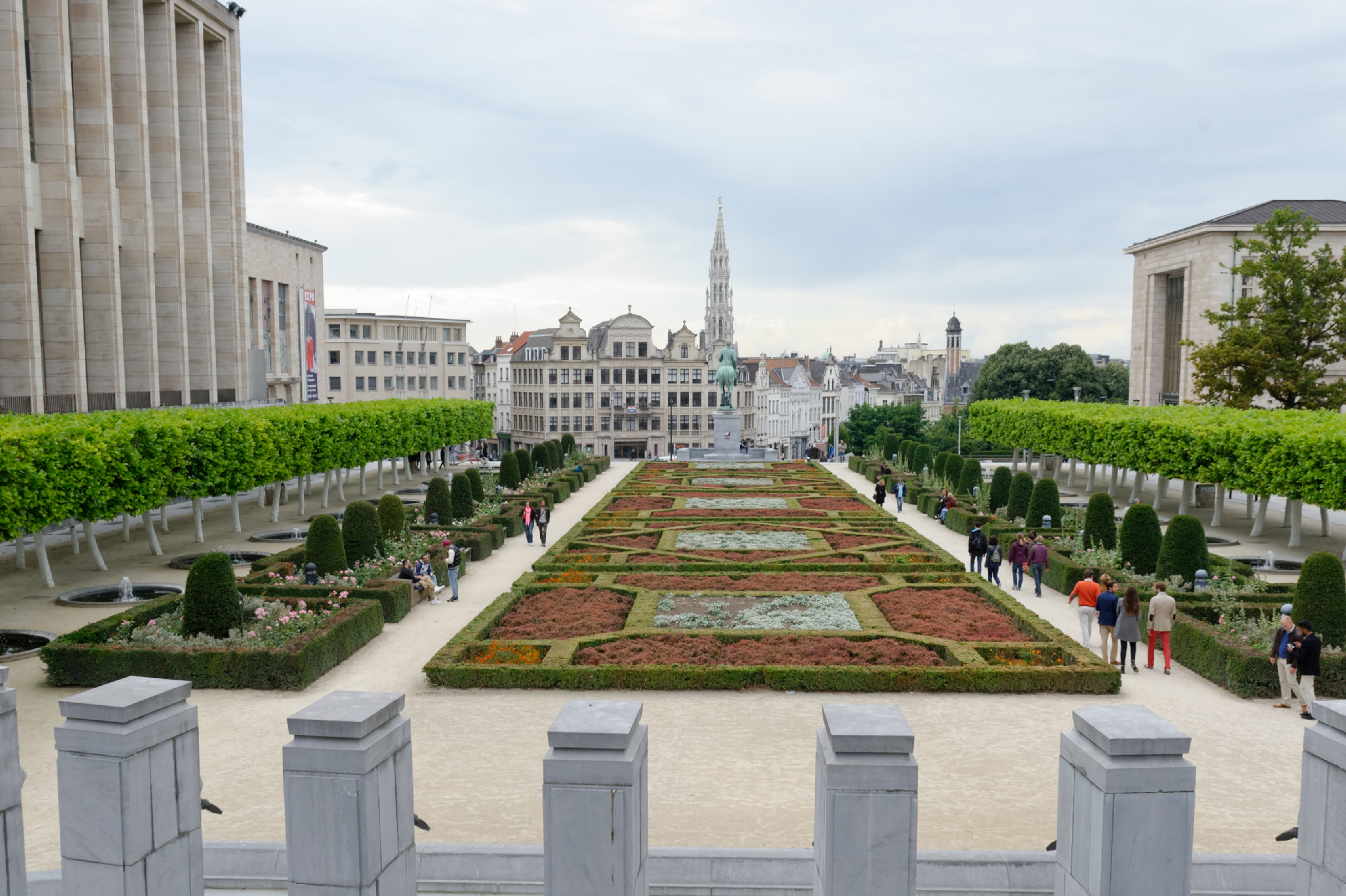
Der Turm des gotischen Rathaus von Brüssel von der Treppe des Mont des Arts

Der Mont des Arts oder Kunstberg ist ein historischer Platz auf einer Erhebung im Zentrum von Brüssel, umgeben vom Albertinagarten, der Namenstrasse sowie dem Sabel- und dem Königsplatz.

## Geschichte

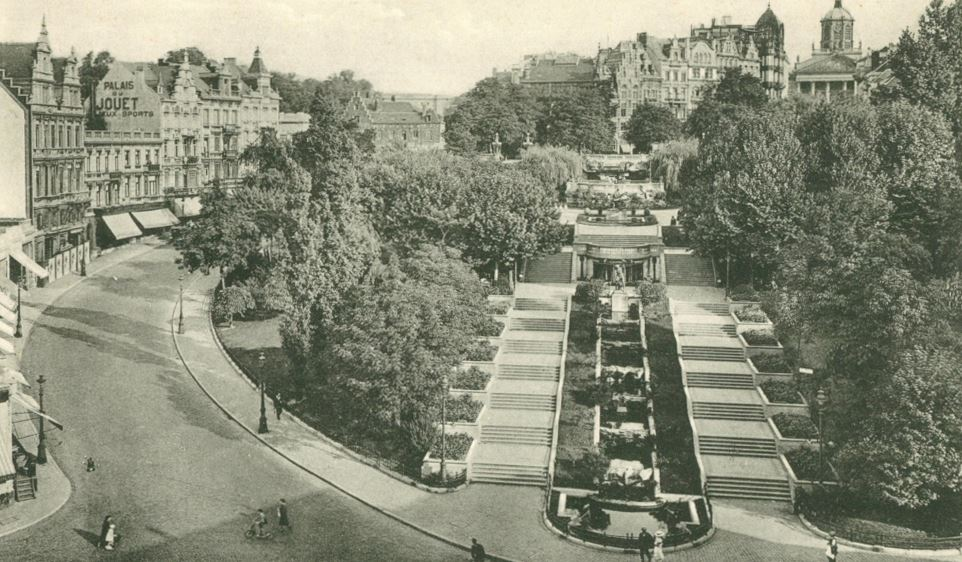
Der Park im Zeitraum 1925–1930

Das Umfeld des Mont des Arts ist seit jeher dicht besiedelt. Bereits im Mittelalter befand sich auf dem Mont des Arts der Regierungssitz des Herzogtums Brabant mit dem Palast und der Bibliothek von Burgund. Nachdem 1731 der Palast abgebrannt war, hatte König Leopold II. bis zum Ende des 19. Jahrhunderts die Idee, Mont des Arts zum Kunstberg als Kunstzentrum umzubauen und gestaltete den Platz um.
Das Zentrum des Platzes ist die Gartenanlage mit zahlreichen Sitzgelegenheiten und dem 9-strahligen Springbrunnen, die zur Weltausstellung 1910 durch den Landschaftsarchitekt Pierre Vacherot vorübergehend angelegt wurde. Umgeben ist der Platz von zahlreichen Museen, der so genannten Brüsseler Museumsmeile. Zu finden sind dort die Gemälde- und Skulpturensammlungen der Königlichen Museen der Schönen Künste, die Königliche Bibliothek Belgiens, das Musikinstrumentenmuseum, das BELvue Museum, das Museum der Belgischen Nationalbank sowie das Generalstaatsarchiv und das Königliche Belgische Filmarchiv. Ferner befinden sich dort eine Kirche und eine Kapelle. Am Anfang steht die Statue von König Albert I hoch zu Pferd, den Abschluss bildet eine monumentale Treppe als Aufgang zum Coudenberg.
Überreste des Palastes von Coudenberg sind heute noch unterirdisch in der Ausgrabungsstätte Coudenberg unter dem Königlichen Platz vorhanden.
Im Rahmen der Stadterneuerung in den 1930er Jahren sollte der vorübergehende Park abgerissen werden. In den 1950er Jahren wurde der Platz durch den Landschaftsarchitekten René Pechère zur heutigen Erscheinung überarbeitet.

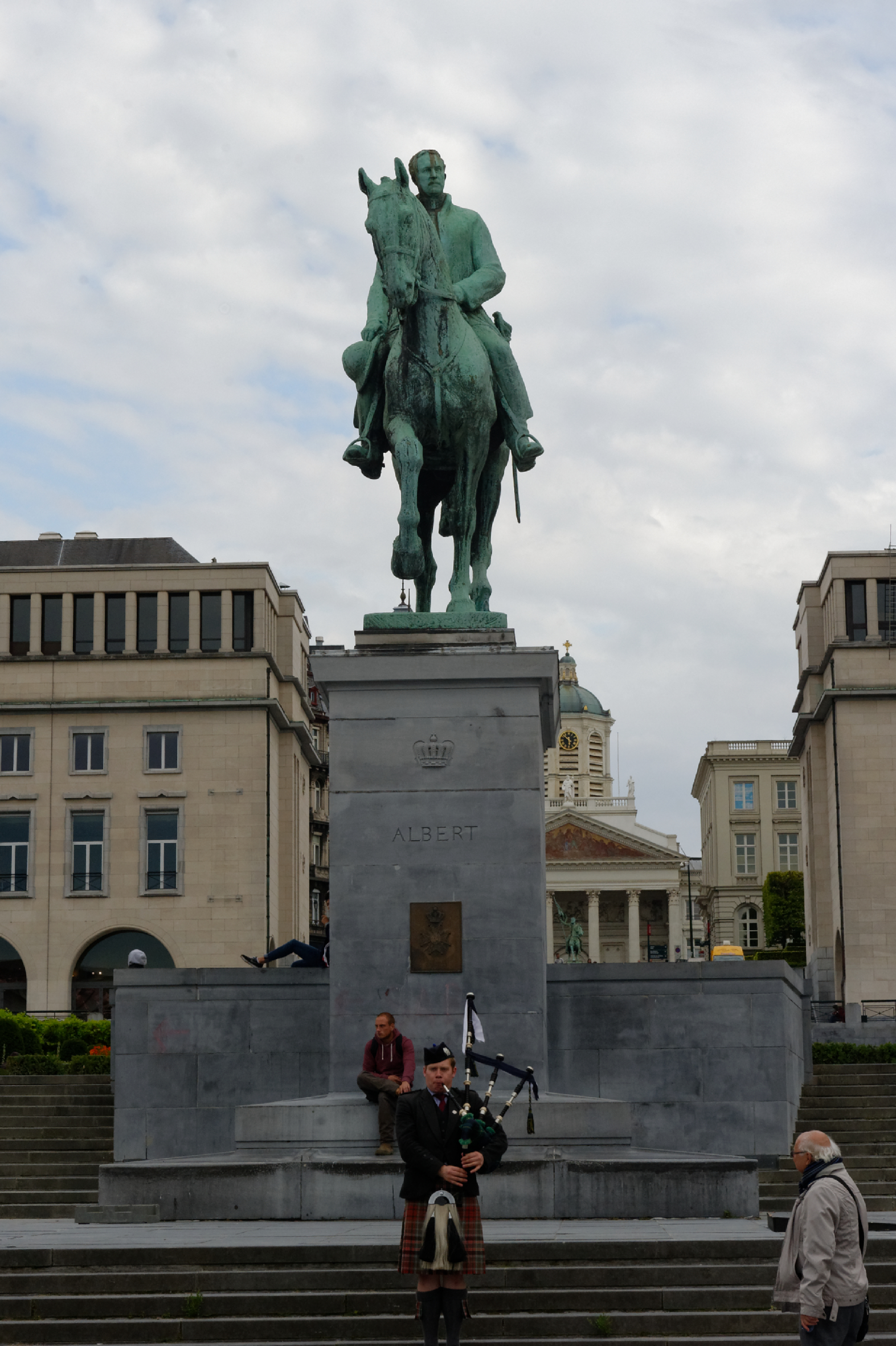
Blick auf das König Albert-Denkmal
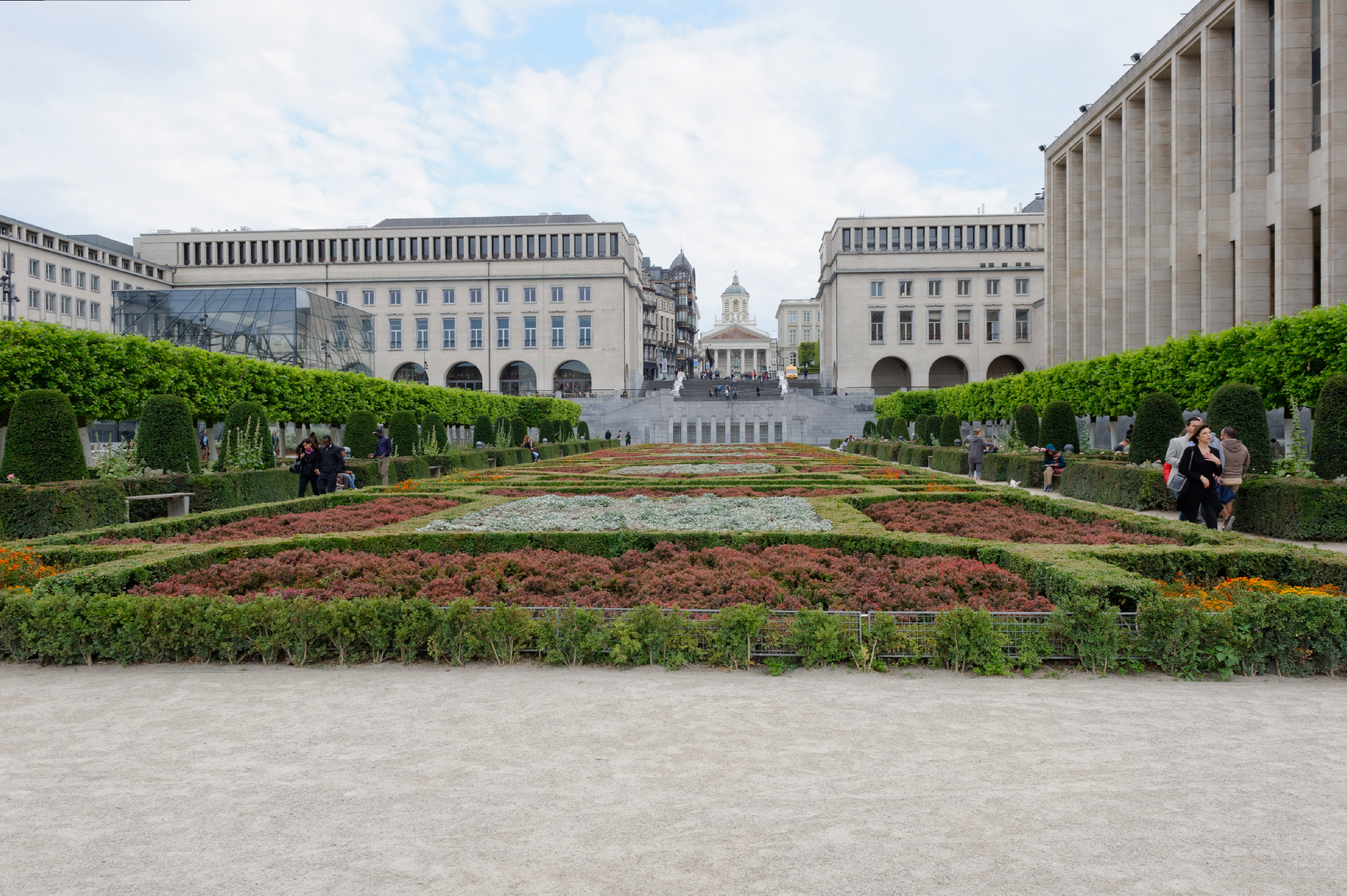
Blick auf die Gartenanlage, Springbrunnen und Treppe
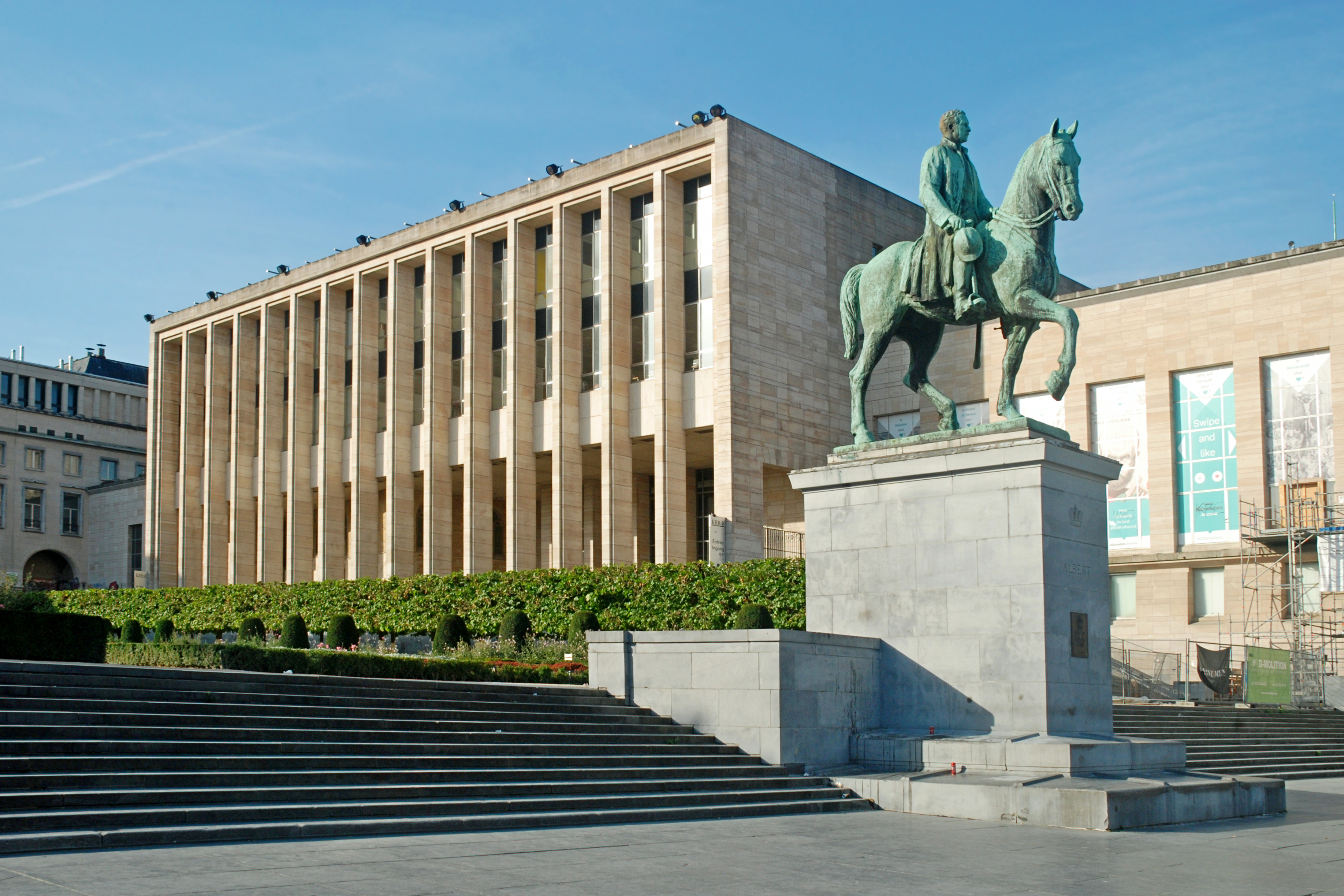
Die Königliche Bibliothek von Belgien und das König Albert-Denkmal
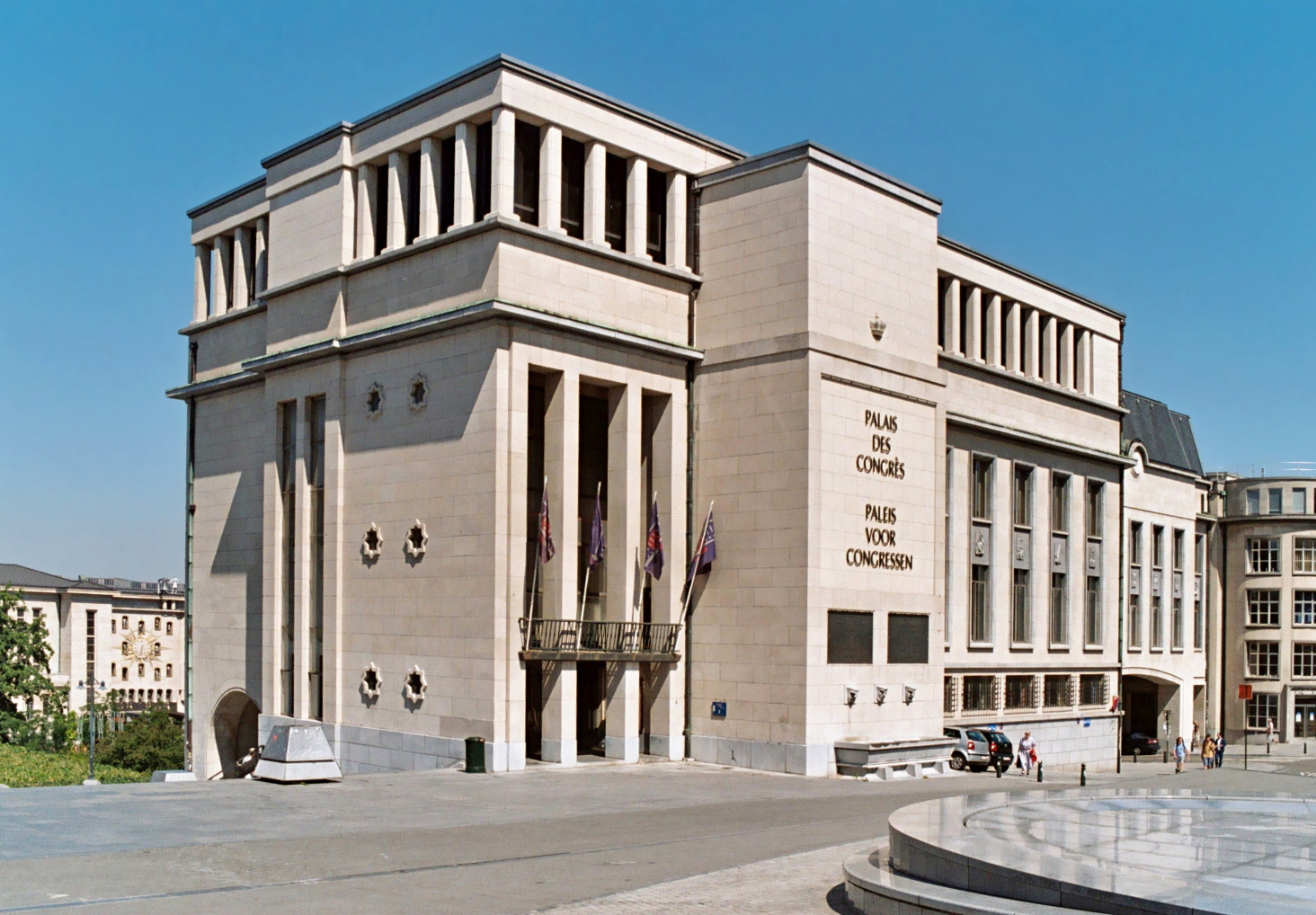
Der Kongresspalast von Brüssel

## Aktuelle Situation
Der Mont des Arts bietet einen der beliebtesten Ausblicke über Brüssel. Von dem erhöhten Aussichtspunkt ist der Turm des Brüsseler Rathauses am Grand Place deutlich sichtbar. Bei schönem Wetter kann man die Nationalbasilika des Heiligen Herzens und das Atomium sehen.